# Medebur (jezik)
Medebur jezik (ISO 639-3: mjm), austronezijski jezik podskupine manam, šire skupine Kairiru-Manam, kojim govori preko 500 ljudi (2003 SIL) u provinciji Madang. Glavno selo etničke grupe je Medebur, smješteno sjeverno od Sikora na Papui Novoj Gvineji. 
Srodni su mu wogeo [woc], biem [bmc], sepa [spe] i manam [mva].

## Vanjske poveznice
- Ethnologue (14th)
- Ethnologue (15th)
- The Medebur Language